# 三彦山
三彦山（さんひこやま）とは、新潟県の弥彦山、福岡県の英彦山、兵庫県の雪彦山を指す。
この三山は、古より修験者の山として知られている。
この三山がある新潟県弥彦村、兵庫県姫路市（旧飾磨郡夢前町）、福岡県添田町では村おこしや地域活性化を狙い、1991年から日本三彦山サミットを実施している。

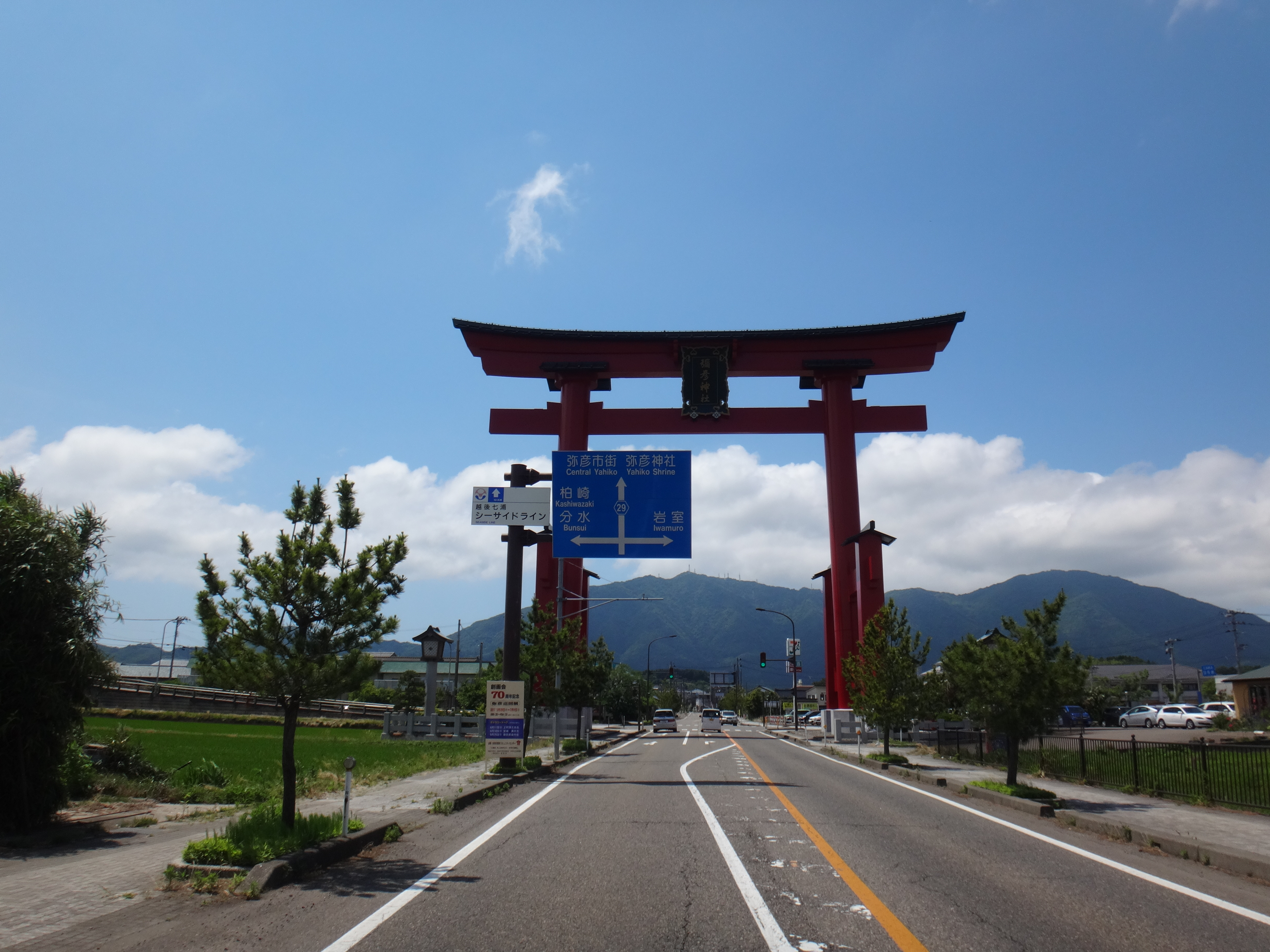
弥彦山と大鳥居
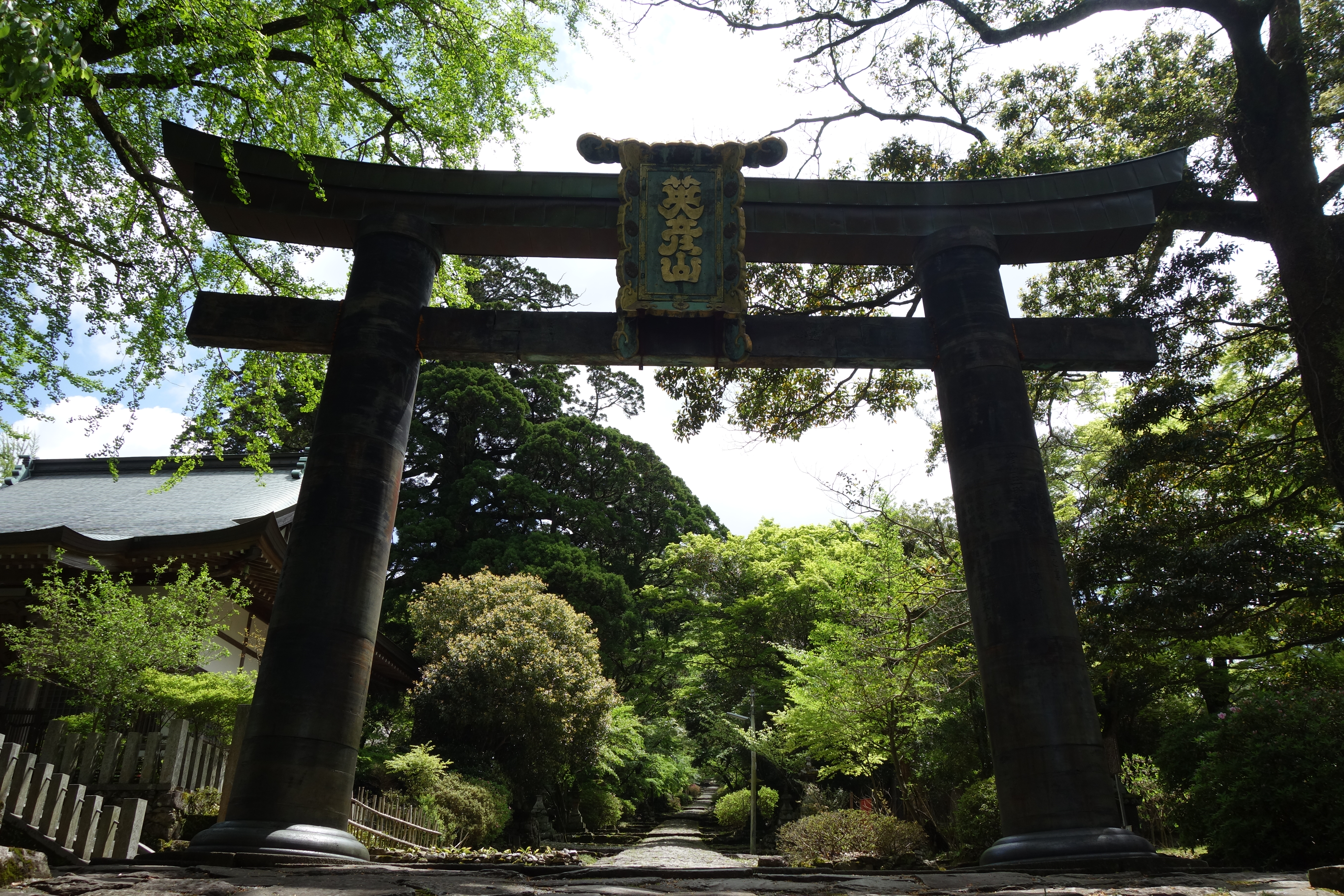
英彦山登山口の銅鳥居
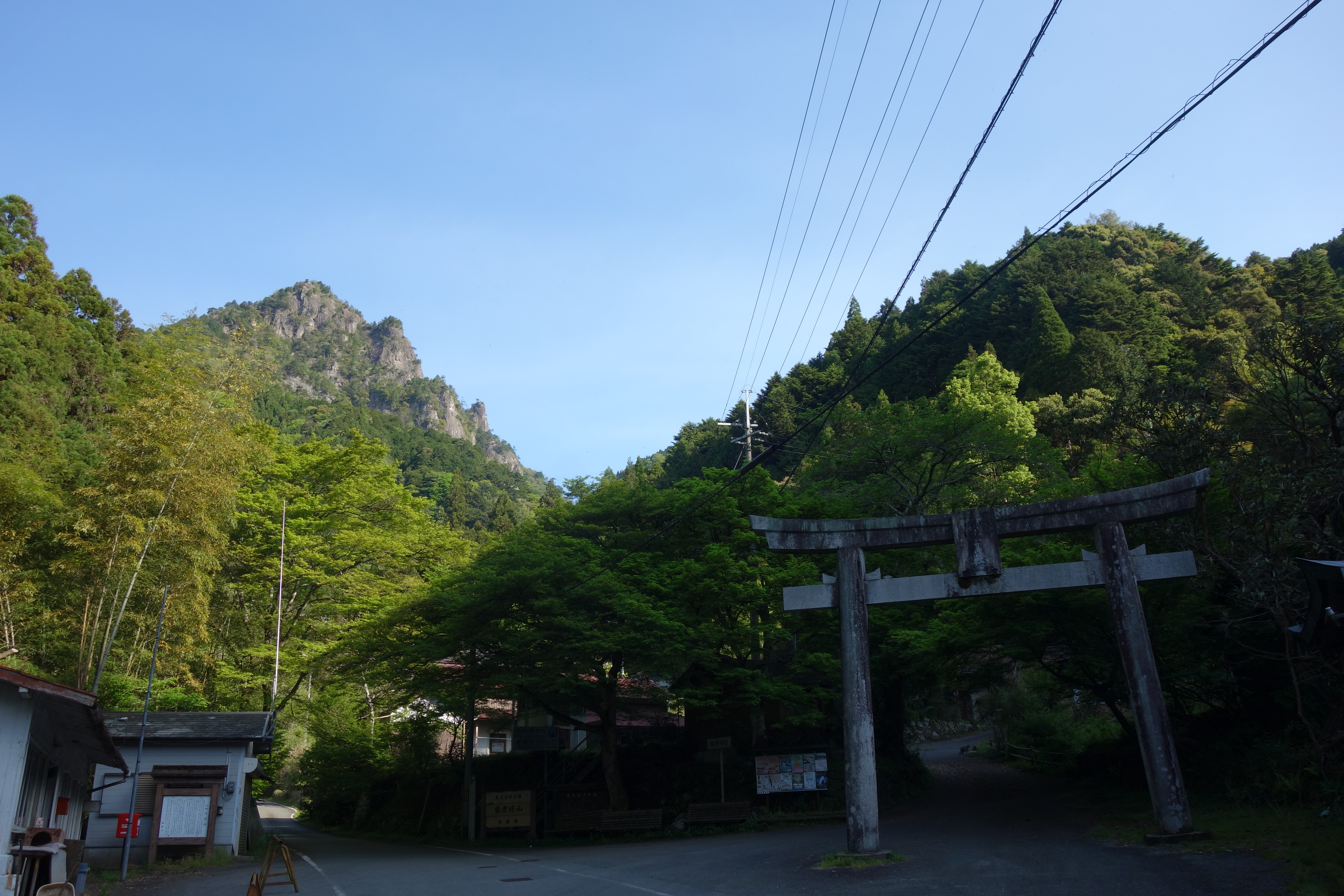
雪彦山と賀野神社